# Поисковый спам
Поиско́вый спам (спамдексинг, отравление поисковых систем или веб-спам) — сайты и страницы в Интернете, созданные с целью манипуляции результатами поиска в поисковых машинах — в конечном счёте, для обмана пользователя.

## Основные виды
- Не имеющие отношения к содержимому страницы, но популярные в поисковых запросах слова в тегах «meta keywords», «description», например «sex», «халява». В результате поисковые машины стали анализировать не только специальные теги, но и сам текст сайта.
- «Накачка» текста ключевыми словами — искусственное повышение частоты ключевого слова или выражения в тексте и (или) использование элементов разметки HTML (h1-3, strong, b, em, i) для искусственного повышения веса ключевого слова.
- «Невидимый текст» — текст, невидимый для посетителя страницы, но индексируемый поисковой машиной. Применяется цвет текста, соответствующий цвету фона, текст размером в 1 пиксель, блоки текста со стилем «display: none».
- Ссылочный спам — ссылки, «накручивающие» параметр «link popularity» и PageRank сайта. Так как поисковики, отвечая на запрос, ориентируются на количество ссылок, имеющихся на других сайтах на данный ресурс, то появилась идея как-то увеличить число таких ссылок:
  1. Создать небольшие сайты на бесплатном хостинге, зарегистрировать их в большом количестве тематических каталогов и с них ссылаться на основной.
  2. Принять участие в обмене ссылками.
  3. Приобретать ссылки за деньги.
  4. Ссылочный спам с гостевых книг, блогов, вики и пр.

Поисковые машины борются с этим, создавая фильтры, в которые добавляют сайты, ссылки с которых не учитываются при ранжировании.
- Дорвеи — промежуточные страницы, созданные для накрутки веса страницы при ссылочном ранжировании или для организации Гугл-бомбы. В соответствии с технологией дорвеев в поисковом индексе надо продвигать специальную страницу дорвей. А уже с этой страницы перенаправлять на рекламную. У одной рекламной может быть неограниченное число дорвеев. Поисковые машины в ответ удаляют из своей базы данных сайты, в которых есть автоматическое перенаправление. На что спамеры отвечают простой уловкой: просят посетителя самого нажать на кнопку «Вход на сайт» или что-то подобное.
- Маскировка, или «клоакинг» — анализ переменных запроса, при котором поисковой машине отдается содержимое сайта, отличное от того, которое видит пользователь.
- Рерайтинг полезных статей с других сайтов. В результатах поиска оказывается на первый взгляд много оригинальных статей на разных сайтах, а на самом деле это один и тот же текст, только каждое предложение на каждом сайте перефразировано по-своему.

## Последствия использования поискового спама
- Главная проблема, порождаемая поисковым спамом, заключается в том, что он генерирует множество мусорного контента, затрудняя эффективную работу поисковых серверов, искажает объективное ранжирование интернет-ресурсов и релевантность поисковых результатов. В итоге это во многом обесценивает Интернет как источник получения объективной информации.[источник не указан 5082 дня]

- Если ранние поисковые машины могли доверять ключевым словам, указаниям на частоту обновления, то, в связи с активным использованием этих методов для «обмана» поисковых систем, более поздние версии поисковиков были вынуждены практически полностью игнорировать эти указания, критически относясь к каждой из страниц сайта, что сделало затруднительным поиск «добропорядочных» страниц c редким содержимым и прописанными ключевыми словами. Например, страница с текстом средневековой песни и ключевыми «Средние века, поэзия, Восточная Европа», не обладающая большим количеством ссылок с других сайтов, не содержащая в тексте слова «Средние века, поэзия», вряд ли будет найдена по этим ключевым словам.

## Контрмеры
- Страницы, заподозренные в поисковом спаме, иногда исключаются поисковой системой из результатов поиска.
- Пользователи могут использовать поисковые операторы для фильтрации. Для Google ключевое слово, которому предшествует «-» (минус), будет исключать сайты, содержащие ключевое слово на своих страницах или в URL-адресах страниц из результатов поиска. Например, поиск «- <нежелательный сайт>» удалит сайты, содержащие слово «<нежелательный сайт>» на своих страницах, и страницы, URL-адрес которых содержит «<нежелательный сайт>».